# Кърка (приток на Сава)
Вижте пояснителната страница за други значения на Кърка.
Кърка (на словенски: Krka) е река в Централно-източна Словения.
Реката извира в карст Кършка яма. Влива се отдясно в реката Сава. Дължината ѝ е 94 km. Площта на водосборния басейн на реката е 2315 km2. Средната речния отток е 51,9 m3/s.